# Génoise
Génoise (franska: [ʒenwaz]) är en sorts fluffig sockerkaka av franskt ursprung som görs med huvudingredienserna mjöl, socker och ägg, och kan bland annat användas som tårtbotten. Kakan är uppkallad efter staden Genua och förknippas med det franska köket. Den skapades av den franska kocken François Massialot i slutet av 1600-talet. Génoise är en grundläggande del i många franska bakverk och används för att göra flera olika typer av tårtor. Den är även vanligt förekommande i Italien och England. Sockerkakan får sin volym från att smeten varmvispas istället för att använda bakpulver. Den är även känd som gâteau génoise (franska: 'genuesisk kaka') och gâteau genovese (franska: 'genovese-kaka').

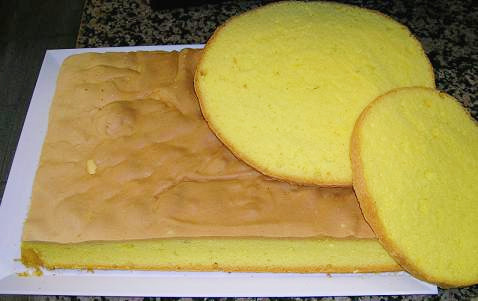
Génoise

## Tillredning
En form smöras och ströbröas eller kläs med bakplåtspapper. Det kan vara en rektangulär form, en långpanna eller en rund kakform beroende på vad sockerkakan ska användas till.
I en bunke över ett vattenbad vispas hela ägg, ibland med extra äggulor, med strösocker tills smeten har värmts upp till cirka 45°C. Sedan tas bunken bort från värmen och smeten vispas med elvisp ytterligare en stund tills den har fått vit färg och blivit tjock och fluffig. Djupa spår ska bildas i smeten när man rör i den.  Det är ett stadium som kallas ribbon stage (engelska: bandstadiet). För att se om man har nått rätt konsistens dras vispen ut ur smeten och rörs fram och tillbaka över bunken. Smeten som rinner ner från vispen ska bilda band eller linjer på ytan och vara synlig i minst tre sekunder. När det stadiet har nåtts tillsätts eventuell smaksättning, och ibland smält smör. Sedan siktas vetemjöl, ibland blandat med vanilj, i smeten och vänds försiktigt in så luften inte slås ur den. Smeten breds ut i formen och gräddas i en medelvarm ugn tills den har blivit gyllengul och genombakad.

Génoisesmeten kan även spritsas i remsor för att göra savoiardikex eller bredas ut i madeleineformar för att göra madeleinekakor. För chokladgénoise ska en del av mjölet bytas mot kakaopulver.

## Användning
När bakningen är klar kan sockerkakan rullas, medan den fortfarande är varm, för att göra rulltårta eller julstubbe, eller den kan skäras i skivor för att användas som tårtbotten. Den kan även användas, som skivor eller savoiardikex, för att fodra en form som fylls med fyllning för att göra charlotte eller täckas med kräm för att göra tiramisu.
Génoise har en elastisk och något mager konsistens som passar bra för tårtbottnar som ska bli indränkta med smaksatt sockerlag, nedkokta fruktjuicer eller likörer, och varvas med fyllningar såsom smörkräm, vaniljkräm, gelé, ganache, vispad grädde, kokt eller färsk frukt och bär, för att göra tårtor som exempelvis gâteau opéra, schwarzwaldtårta eller jordgubbstårta.

## Historia
Génoise uppfanns i slutet av 1600-talet av den franska kocken François Massialot som skrev om den i sin bok Le cuisinier roïal et bourgeois från 1691.
Men det finns en historia som ibland felaktigt förknippas med génoises uppkomst. Enligt den historien skickades markis Domenico Pallavicini från republiken Genua som diplomatiskt sändebud till det spanska hovet i Madrid i mitten av 1700-talet. Med på resan följde en ung konditor vid namnet Gio Batta, som ombads göra en annorlunda tårta inför en mottagning för det spanska hovet. Genom att varmvispa äggsmeten fick han en mycket lätt och luftig tårtbotten. Gästerna så förtjusta och nöjda att de döpte sockerkakan till genuesare (som värden och konditorn). I Genua, och senare i hela Italien, sägs denna kaka ha fått namnet pan di Spagna (italienska: spanskt bröd), för att hedra det spanska hovet.